# Odbor za notranjo politiko Državnega zbora Republike Slovenije
Odbor za notranjo politiko je bivši odbor Državnega zbora Republike Slovenije.
Predhodni odbor je bil Odbor za notranjo politiko in pravosodje.

## Sestava
3. državni zbor Republike Slovenije
- izvoljen: 10. november 2000
- predsednik: Maksimiljan Lavrinc
- podpredsednik: Pavel Rupar, Majda Potrata, Franc Kangler
- člani: Milan Kopušar, Leopold Kremžar, Lidija Majnik, Irma Pavlinič Krebs, Majda Širca, Davorin Terčon, Dušan Vučko, Cveta Zalokar Oražem, Mihael Brejc, Rudolf Petan, Franc Sušnik, Miran Potrč, Vili Trofenik, Majda Zupan, Vojko Čeligoj, Bogdan Barovič, Marko Diaci, Maria Pozsonec